# Kopersstaking
Bij een kopersstaking of een consumentenboycot zien consumenten massaal af van het aanschaffen van producten en/of diensten van een bepaald bedrijf/firma. Soms wordt ook opgeroepen tegen het consumeren in het algemeen, en zijn acties niet gericht tegen een specifiek bedrijf of firma. Een voorbeeld hiervan is de intussen in meerdere landen ingeburgerde Niet-Winkeldag. Het effect van een kopersstaking kan zich ook voordoen wanneer de publieke opinie ervan overtuigd is dat een bepaald goed of een bepaalde dienst te hoog geprijsd is en dat een prijscorrectie nakend is.  In 2008 was er een kopersstaking op bepaalde aandelen op de beurs, in 2009 werd gesproken van een kopersstaking in de woningmarkt.

## Voorbeelden
Kopersstakingen bij wijze van protest zijn meermaals voorgekomen in de planeconomie van de Duitse Democratische Republiek om de kwaliteit van bepaalde producten aan de kaak te stellen.  
In Nederland volgden consumenten met een kopersstaking ooit het verzet van de vakbonden bij een conflict bij Ahold. De SP riep meermaals op tot kopersstakingen bij bepaalde bedrijven, waaronder tegen IKEA in 1999 toen de partij de kinderarbeid in India aan de kaak wilde stellen. 
Burberry werd in 2007 in het Verenigd Koninkrijk geconfronteerd met een kopersstaking toen de bedrijfsleiding de productie van Wales naar China wilde overbrengen en moest bakzeil halen.